# Ron Bass (wrestler)
Ronald Herd (Harrisburg, 21 dicembre 1948 – Tampa, 7 marzo 2017) è stato un wrestler statunitense, conosciuto con il nome di Ron Bass. Ha militato nella World Wrestling Federation dove aveva la gimmick del cowboy texano fuorilegge.

## Carriera

### National Wrestling Alliance (1971–1987)
Heard iniziò la sua carriera nei circuiti nella National Wrestling Alliance nel 1971. In base al territorio in cui lottava era conosciuto come "Cowboy" Ron Bass, Sam Oliver Bass oppure "Outlaw" Ron Bass.
All'inizio degli anni ottanta, lottò nella Championship Wrestling from Florida e nella Jim Crockett Promotions, spesso in coppia con Black Bart e i due erano conosciuti come "The Long Riders". Ebbe un feud con Barry Windham, durante il quale perse un "loser-leaves-town" match e iniziò perciò a lottare con una maschera facendosi chiamare Dirty Yellow Dog. Da face ebbe delle rivalità con Angelo Mosca e Kendo Nagasaki. In seguito tornò ad essere un heel ("cattivo") ed aggredì Dusty Rhodes durante un match nel quale Bass era arbitro speciale e Rhodes affrontava Harley Race, facendo perdere il titolo NWA a Rhodes.

### World Wrestling Federation (1987-1989)
Nel 1987, Bass approdò nella World Wrestling Federation, dove sfidò wrestler di grande valore come il campione WWF Hulk Hogan e Brutus Beefcake. Ebbe un breve feud con Blackjack Mulligan, prima che la dirigenza si arrabbiasse con lui e lo licenziasse. Dopo questa brusca conclusione della rivalità, Bass combatté nel mid-card contro wrestler di medio valore come Hillbilly Jim, Lanny "The Genius" Poffo e Sam Houston in vari house show. Nell'edizione inaugurale di Survivor Series (1987), Bass fece parte del team di Honky Tonk Man ma venne eliminato da Brutus Beefcake. Nel gennaio 1988, partecipò anche alla prima edizione della Royal Rumble: entrato come 14º venne eliminato dopo circa 10 minuti da Don Muraco. Bass, in un'edizione di Wrestling Challenge, attaccò Junkyard Dog e diventò noto per essere uno dei pochissimi Heel a non avere un manager.
Bass partecipò al King of the Ring 1988 e riuscì ad arrivare in semifinale, dove però venne corrotto dal suo avversario Ted DiBiase per fingere un infortunio. Così Bass perse per forfait. Nell'agosto 1988, Bass ebbe un feud con Brutus Beefcake e proprio Bass costò a Beefcake il WWF Intercontinental Championship a Summerslam 1988. Ciò portò ad un match alle Survivor Series '88, dove Bass faceva parte del Team Honky Tonk Man (Bad News Brown, Danny Davis, Greg Valentine, Honky Tonk Man e, appunto, Bass) ma i cinque persero contro il team di Beefcake (Beefcake, Sam Houston, The Blue Blazer, The Ultimate Warrior e Jim Brunzell) e Bass venne eliminato insieme a Greg Valentine da Ultimate Warrior. Il 7 dicembre 1989, in un'edizione di Saturday Night's Main Event, Bass perse un match contro Beefcake per sottomissione. La stipulazione era la seguente: chi avesse perso si sarebbe tagliato i capelli. Bass si tagliò i capelli e partecipò alla Royal Rumble 1989 dove venne eliminato dopo 12 minuti da Shawn Michaels & Marty Jannetty. Poco dopo, lasciò la WWF e ritornò nei circuiti indipendenti, prima di ritirarsi nel 1991.

## Vita privata
Bass ha un figlio di nome Joe, che ha debuttato come wrestler professionista nel settembre 2019, lottando con il ring name Ron Bass Jr.
Ha sofferto di parecchi infortuni durante la sua carriera che lo hanno costretto al ritiro. Dopo ciò, è tornato a Tampa in Florida dove giocò a golf, diventò religioso e si diplomò alla Arkansas State University. Successivamente, lavorò in una ditta edile nell'area di Tampa.
Il 29 gennaio 2005, Bass apparì a WrestleReunion In 2005 dove, in coppia con Larry Zbyszko, sconfisse Barry Windham e Mike Rotunda. Nel 2007, la WWE ha messo in commercio le action figures di Ron Bass, che sono attualmente sul mercato. Nel 2009, ha disputato qualche match per delle federazioni minori, dimostrando comunque ottime abilità sul ring.
Nel marzo 2017, Bass venne ricoverato in ospedale per una perforazione dell'appendice. È deceduto il 7 marzo 2017.

## Personaggio
Mosse finali
- Texas Gourdbuster (Kneeling facebuster)
- Lifting inverted suplex slam

Manager
- James J. Dillon
- Oliver Humperdink

Soprannome
- "Outlaw"

## Titoli e riconoscimenti
All Japan Pro Wrestling
- NWA International Tag Team Championship (1 - con Stan Hansen)

Central States Wrestling
- NWA Central States Tag Team Championship (1 - con Ken Mantell)

Championship Wrestling from Florida
- NWA Florida Heavyweight Championship (2)
- NWA Florida Bahamian Championship (1)
- NWA Florida Global Tag Team Championship (1 - con Barry Windham)
- NWA Southern Heavyweight Championship (Florida version) (2)
- NWA United States Tag Team Championship (Florida version) (4 - 3 con Black Bart - 1 con One Man Gang)

Georgia Championship Wrestling
- NWA National Heavyweight Championship (1)

Gulf Coast Championship Wrestling - Southeastern Championship Wrestling
- NWA Gulf Coast Heavyweight Championship (1)
- NWA Gulf Coast Tag Team Championship (2 - 1 con Don Bass - 1 con Dutch Bass)
- NWA Southeastern Heavyweight Championship (Northern Division) (1)
- NWA Southeastern Tag Team Championship (1 - con Randy Rose)
- NWA Tennessee Tag Team Championship (2 - con Don Bass)

Mid-Atlantic Championship Wrestling / Jim Crockett Promotions
- NWA Brass Knuckles Championship (Mid-Atlantic version) (1)
- NWA Mid-Atlantic Heavyweight Championship (1)
- NWA Mid-Atlantic Tag Team Championship (1 - con Black Bart)
- NWA Television Championship (1)

NWA Hollywood Wrestling
- NWA Americas Tag Team Championship (3 - 1 con Dr. Hiro Ota - 1 con Moondog Mayne - 1 con Roddy Piper)

NWA Mid-America - Continental Wrestling Association
- AWA Southern Heavyweight Championship (2)
- AWA Southern Tag Team Championship (1 - con Stan Lane)
- NWA Mid-America Heavyweight Championship (1)

NWA Tri-State
- NWA Arkansas Heavyweight Championship (1)

Pacific Northwest Wrestling
- NWA Pacific Northwest Heavyweight Championship (1)
- NWA Pacific Northwest Tag Team Championship (2 - 1 con John Anson - 1 con Moondog Mayne)

Pro Wrestling Illustrated
- 299º tra i 500 migliori wrestler singoli nella PWI 500 (1991)